# Christina Kampmann

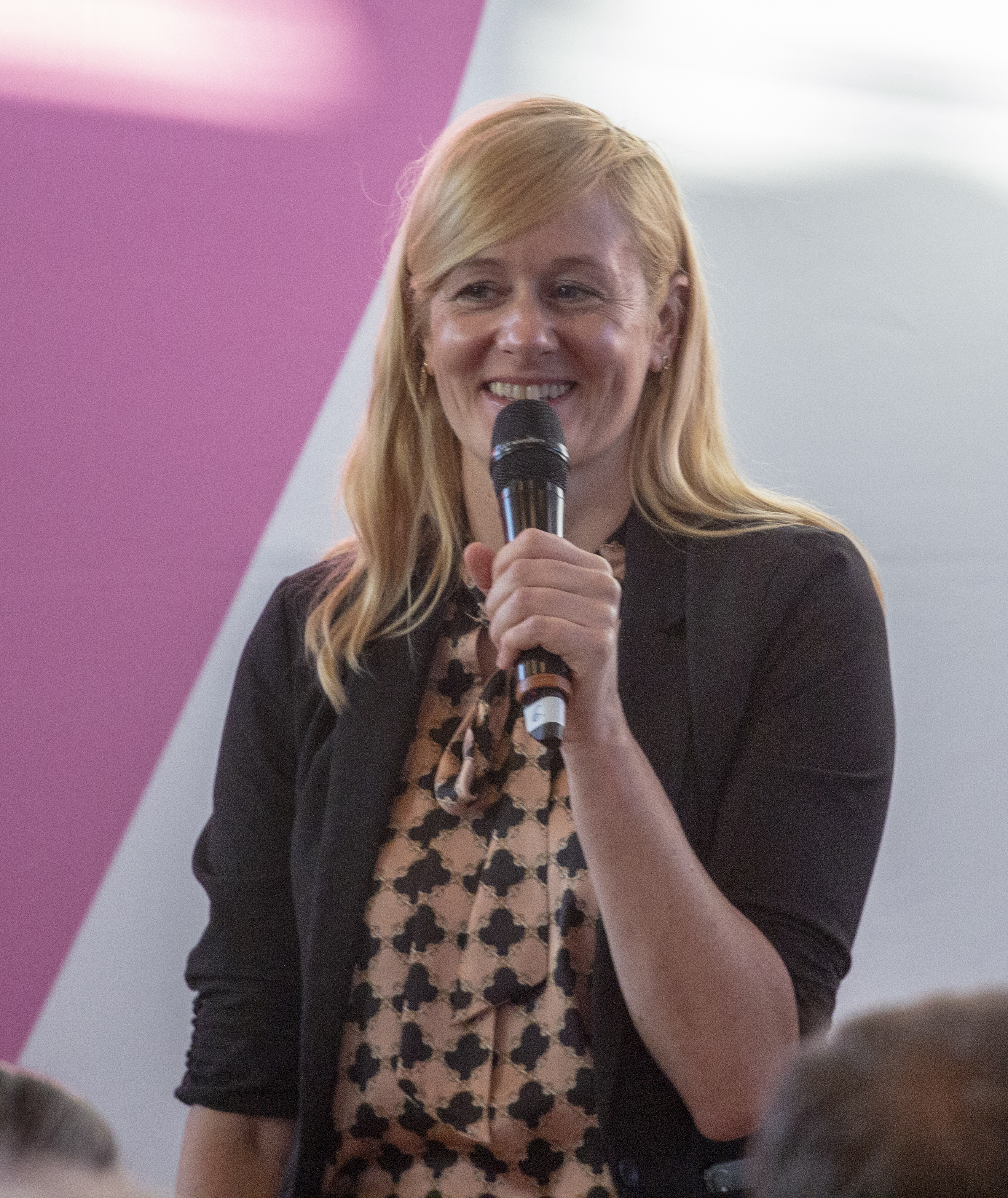
Christina Kampmann (2019)

Christina Kampmann (* 11. Juli 1980 in Gütersloh) ist eine deutsche Politikerin (SPD). Sie ist seit 2017 Mitglied des Landtags Nordrhein-Westfalen. Zuvor war sie von 2013 bis 2015 Mitglied des Deutschen Bundestages und von 2015 bis 2017 Ministerin für Familie, Kinder, Jugend, Kultur und Sport des Landes Nordrhein-Westfalen.

## Leben
Kampmann wuchs auf einem Bauernhof auf. Ihr Vater, der hauptberuflich als Kfz-Mechaniker arbeitete, und ihre als Hausfrau tätige Mutter stellten den Bauernhof im Jahr 1990 auf biologische Landwirtschaft um.
Nach ihrem Abitur in Gütersloh im Jahr 2000 begann Kampmann zunächst ein Studium der Rechtswissenschaften, wechselte sodann allerdings 2001 zu einem dualen Studium bei der Stadt Bielefeld und der Fachhochschule für öffentliche Verwaltung Bielefeld, das sie 2004 als Diplom-Verwaltungswirtin (FH) abschloss. 2005 begann sie ein berufsbegleitendes Studium der Politikwissenschaft an der Fernuniversität in Hagen, das sie 2008 mit dem Bachelor of Arts abschloss. Neben dem Studium arbeitete sie als Sachbearbeiterin im Sozialamt der Stadt Bielefeld (später Arbeitplus). Ihre Bachelorarbeit handelte von dem „Erfolg der Integration der 2004 in die EU eingetretenen mittel- und osteuropäischen Staaten“.
Ein im Jahr 2008 begonnenes Studium der Europäischen Studien an der Universität Wien schloss Kampmann 2009 mit dem Master of European Studies ab. Das Thema der Masterarbeit lautete „Sicherheit und Rechtsstaat im Spannungsverhältnis. Die Richtlinie 2006/24/EG über die Vorratsspeicherung von Daten und die Erfolgsaussichten einer Klage im nationalen und europäischen Kontext“. Danach kehrte sie nach Bielefeld zurück, um dort von Oktober 2009 bis Dezember 2011 als Standesbeamtin zu arbeiten. Im Januar 2011 begann sie an der Friedrich-Alexander-Universität Erlangen-Nürnberg bei Heiner Bielefeldt eine Promotion mit dem Titel „Die Unantastbarkeit der Menschenwürde im Kontext des Luftsicherheitsgesetzes“. Ab Januar 2012 war sie Stipendiatin der Friedrich-Ebert-Stiftung, deren Vorstandsmitglied sie später wurde.
Im Oktober 2020 wurde Kampmann Mutter von Zwillingen.

## Politische Laufbahn

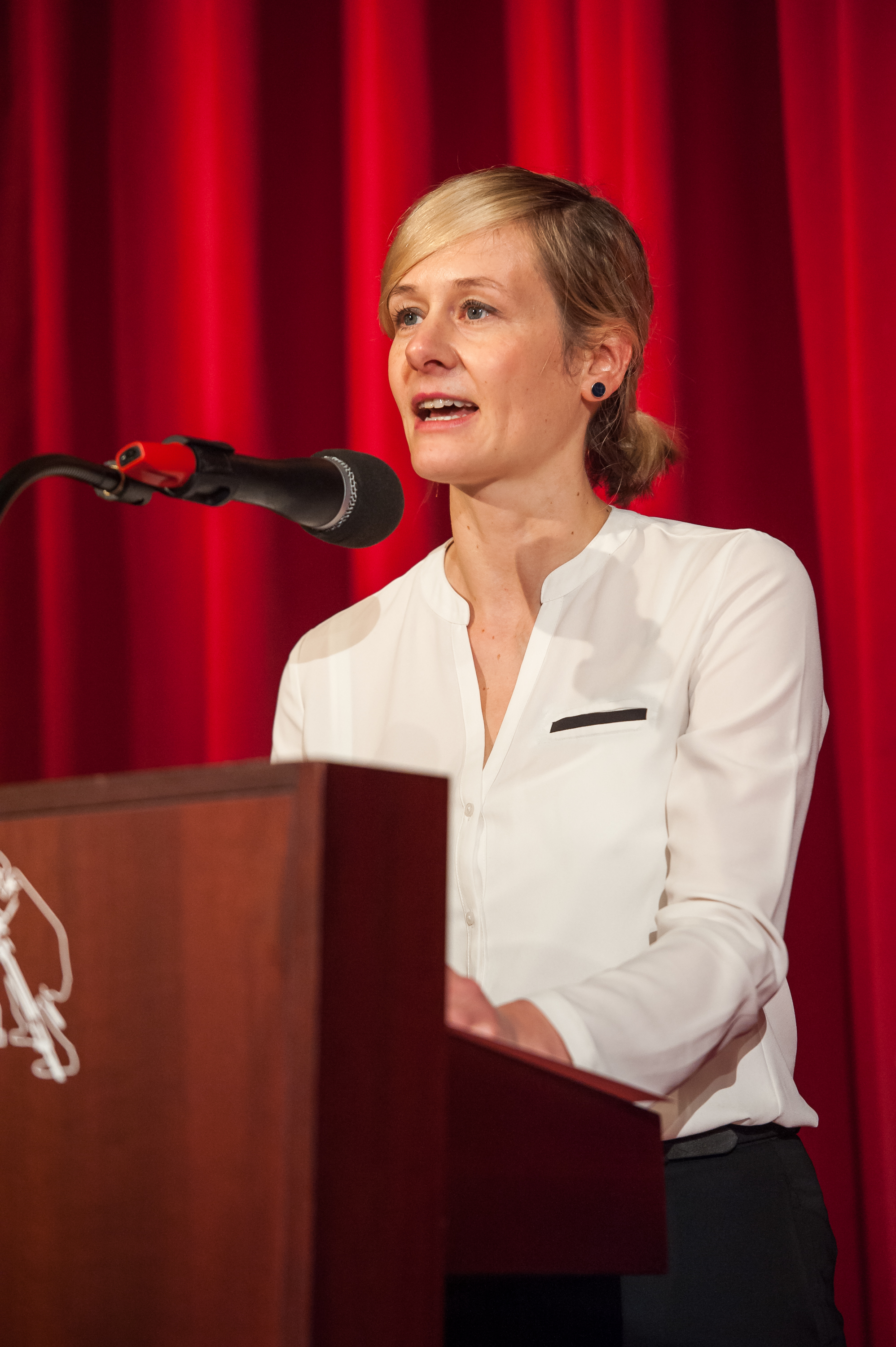
Christina Kampmann als NRW-Ministerin für Familie, Kinder, Jugend, Kultur und Sport bei der 39. Duisburger Filmwoche (2015)

Kampmann trat 2006 zunächst bei den Jusos und im Mai 2007 bei der SPD ein. Hier war sie zunächst im Ortsverein Apfelstraße aktiv, zog aber im Anschluss an ihren Auslandsaufenthalt zu ihren Eltern und engagierte sich fortan im Ortsverein Ummeln. Hier lernte sie die Landtagsabgeordnete Regina Kopp-Herr kennen und übernahm 2011 den Vorsitz. 2012 war sie zudem Stadtverbandsvorsitzende im Stadtbezirk Brackwede.
In den Jahren 2008 bis 2009 war sie stellvertretende Vorsitzende der Jusos Bielefeld und von 2010 bis 2012 stellvertretende Vorsitzende der Jusos OWL.
Des Weiteren gehört Christina Kampmann seit 2010 dem SPD-Unterbezirksvorstand an. Hier leitete sie den Arbeitskreis Europa, dessen Ziel es ist, europapolitische Themen auf kommunaler Ebene verständlicher und transparenter zu machen.
Auf dem Bundestagskandidaten-Nominierungsparteitag stellte sich Christina Kampmann neben Detlef Knabe, Nicolas Tsapos und Wiebke Esdar zur Wahl. Im zweiten Durchgang setzte sie sich mit 132 zu 60 Stimmen gegen Nikolas Tsapos durch.
Bei der Bundestagswahl 2013 gewann Kampmann mit 38,1 % der Erststimmen den Wahlkreis Bielefeld – Gütersloh II knapp vor der bisherigen Wahlkreisabgeordneten Lena Strothmann (37,3 %) und zog als Mitglied der SPD-Fraktion in den Bundestag ein. Am 30. September 2015 schied sie aus dem Bundestag aus.
Am 1. Oktober 2015 übernahm sie die Leitung des Ministeriums für Familie, Kinder, Jugend, Kultur und Sport des Landes Nordrhein-Westfalen. Mit Bildung des Kabinetts Laschet (CDU-FDP-Regierung) schied sie Ende Juni 2017 aus dem Ministeramt aus.
Bei der Landtagswahl 2017 und bei der Landtagswahl 2022 gewann sie im Wahlkreis Bielefeld I das Direktmandat.
Im Jahr 2019 kandidierte sie zusammen mit Michael Roth für den SPD-Vorsitz. Das Duo erzielte im ersten Wahlgang 16,28 % und schied daher aus dem Rennen aus.